# Canis borjgali
Canis borjgali (лат.) — вид вымерших псовых рода волков, известных по ископаемым остаткам из плейстоценовых отложений в Дманиси, Грузия (возрастом примерно в 1,80 млн лет). Представлен богатым палеонтологическим материалом, исторически приписываемым Canis etruscus; в 2021 году этот материал был отнесён к новому виду, отличающемуся от других видов волков по строению черепа. 
Как предположили авторы описания, вид может быть связан с более молодым Canis mosbachensis, что ставит под сомнение традиционные представления о родословной серого волка (C. etruscus → C. mosbachensis → C. lupus). Вместо данной гипотезы была предложена альтернативная, согласно которой предками современных волкоподобных псовых являются C. borjgali и произошедший от него C. mosbachensis. Обнаружение окаменелостей животного в кавказском регионе имеет ценность для понимания пока что малоизученного вопроса расселения вымерших псовых по территории Европы и Африки.